# Narcos (pel·lícula)
Narcos és una pel·lícula dramàtica hispano-italiana de Giuseppe Ferrara i estrenada el 1992.

## Sinopsi
Basada en una història real, la pel·lícula està ambientada a Colòmbia a finals de la dècada de 1980, on una sèrie de nois joves estan involucrats en el tràfic de droga, matant per ordre qualsevol persona que molesti els caps de la màfia del càrtel de Medellín, que els entrenen en assassinats mitjançant instructors militars estrangers a "escoles" reals. Jesús, Diego i Miguel, tres d'aquests nois, s'han tornat problemàtics perquè en saben massa i els seus “superiors” decideixen apartar-los. Aleshores decideixen explicar tot el que saben al jutge Ramírez, però el Càrtel acabarà fent-los desaparèixer a l'aire.

## Repartiment
- Juan José Pinero : Jésus
- José Maldonado : Miguel
- Cristobal Cornes : Diego
- Adriana Sforza : Mercedes
- Aldo Sambrell : El Boss
- Luis Castillo : El Crucero